# Armudaghadż
Armudaghadż (pers. ارموداغاج) – wieś w Iranie, w ostanie Azerbejdżan Zachodni. W 2006 roku miejscowość liczyła 72 mieszkańców w 24 rodzinach.